# Даман капський
Даман капський або Даман гірський (лат. Procavia capensis) — ссавець родини даманових. Має короткі вуха і хвіст; схожий на кролика.

## Зовнішній вигляд
Зовні, особливо здалеку, нагадують великих пискух або коротковухих кроликів. Довжина тіла 30-58 см, вага — 1,4-4 кг. Самці трохи більші за самок. Хвіст зовні непомітний. Волосяний покрив короткий і досить грубий; зверху забарвлений в коричнево-сірий колір, на боках яснішає, низ тіла кремовий, але забарвлення сильно різниться між підвидами. Дослідження в капських областях (південь ПАР) показали, що в вологіших місцях проживання волосяний покрив темніший. По центру спини, на стику грудного й поперекового відділів, розміщена незвичайна залоза відома тільки в даманових. Залоза позначена голим клаптем різного кольору й овальної форми, близько 15 мм у дорослих особин. Залоза оточена довгими волосками жовтого, помаранчевого, коричневого або чорного кольору. Залоза виробляє характерний для виду запах і, схоже, виконує соціальні функції за допомогою маркування каменів. Залози найактивніші під час шлюбного періоду. На писку чорні вібриси завдовжки до 18 см. Передні кінцівки — стопоходячі, задні — напівпальцеходячі. Підошви завжди вологі через сильне потовиділення, що допомагає даманам лазити по каменях, — своєрідний пристрій стоп примушує їх діяти як присоски. Зубна формула постійних зубів: I 1/2, C 0/0, P 4/4, M 3/3 = 34. 
До 1995 р. в роді даман виділяли ще кілька видів: лат. Procavia habessinica, лат. Procavia johnstoni, лат. Procavia ruficeps і ін., які в наш час[коли?] включені в лат. Procavia capensis як підвиди.

## Спосіб життя
Поширений від Сирії, Ізраїлю і Північно-східної Африки до ПАР. На південь від Сахари мешкає майже повсюди. Ізольовані популяції є в горах Лівії і Алжиру.
Капські дамани населяють скелі, крупно каменисті розсипи, останці або кам'янисті чагарникові пустелі. Притулок знаходять серед камнів або в порожніх норах інших тварин (трубкозубів, сурікат). Живуть колоніями від 5-6 до 80 особин. Крупні колонії діляться на сімейні групи, очолювані дорослим самцем. Капські і гірські дамани (лат. Heterocxyrax) іноді живуть змішаними групами, займаючи одні і ті ж притулки. Активні в світлу частину доби, особливо вранці і ввечері, але іноді виходять на поверхню і в теплі місячні ночі. Велику частину дня проводять, відпочиваючи і гріючись на сонці — слабо розвинена терморегуляція примушує температуру тіла даманів коливатися протягом дня. Годуються переважно травою, плодами, і корою чагарників; рідше поїдають тваринну їжу (сарану). Незважаючи на незграбний вигляд, ці звіри дуже рухомі, легко лазять по прямовисних скелях. 

### Розмноження і тривалість життя
Тимчасові рамки шлюбного сезону залежать від місцепроживання. Так, в Кенії він наступає в серпні-листопаді, але може тривати і до січня; а в Сирії — в серпні-вересні. Вагітність продовжується 6-7 місяців. Самки зазвичай приносять потомство в червні-липні, після сезону дощів. У виводку 2, рідше 3 дитинчати, іноді до 6. Дитинчата народяться зрячими і вкритими шерстю; через кілька годин вони залишають виводкове гніздо. Тверду їжу починають споживати в 2 тижні, самостійними стають в 10 тижнів. Статевої зрілості молоді дамани досягають в 16 місяців; у віці 16-24 місяців молоді самці розселяються, самки зазвичай залишаються зі своєю сімейною групою.
Основні вороги дамана — леопард, каракал, шакали, плямиста гієна і хижі птахи. Орел Верро (лат. Aquila verreauxi) харчується майже виключно даманами. При нападі ворога даман не тільки приймає захисну позу, піднімаючи дибки шерсть над спинною залозою, але і захищається своїми довгими, сильними зубами. Звичайна тривалість життя в природі — 10 років. Самки живуть помітно довше за самців.

## Генетика
Диплоїдна кількість хромосом, 2n=54: 21 пара акроцентричних, 2 пари відносно великих субметацентричних і три пари малих метацентричних аутосом; X-хромосома є найбільшою хромосомою, Y-хромосома дуже мала, акроцентрична.

## Значення для людини
М'ясо дамана їстівне. На гірського дамана полюють заради шкури та м’яса.  Браконьєрство для спорту та м’яса в Саудівській Аравії.  Це полювання, здається, є інтенсивним у деяких місцях і, ймовірно, є основною причиною його нинішнього обмеженого розповсюдження в країні.
Молоді дамани в неволі приручаються, дорослі тварини залишаються злими і агресивними.
Деякі південноафриканські племена використовують сечу даманів (лат. hyraceum), що кристалізувалася, як лікарський засіб при судомах і епілепсії.
А ще кристалізовані екскременти даманів продають як афродизіак, але їхня ефективність для підвищення лібідо не доведена.

## Світлини

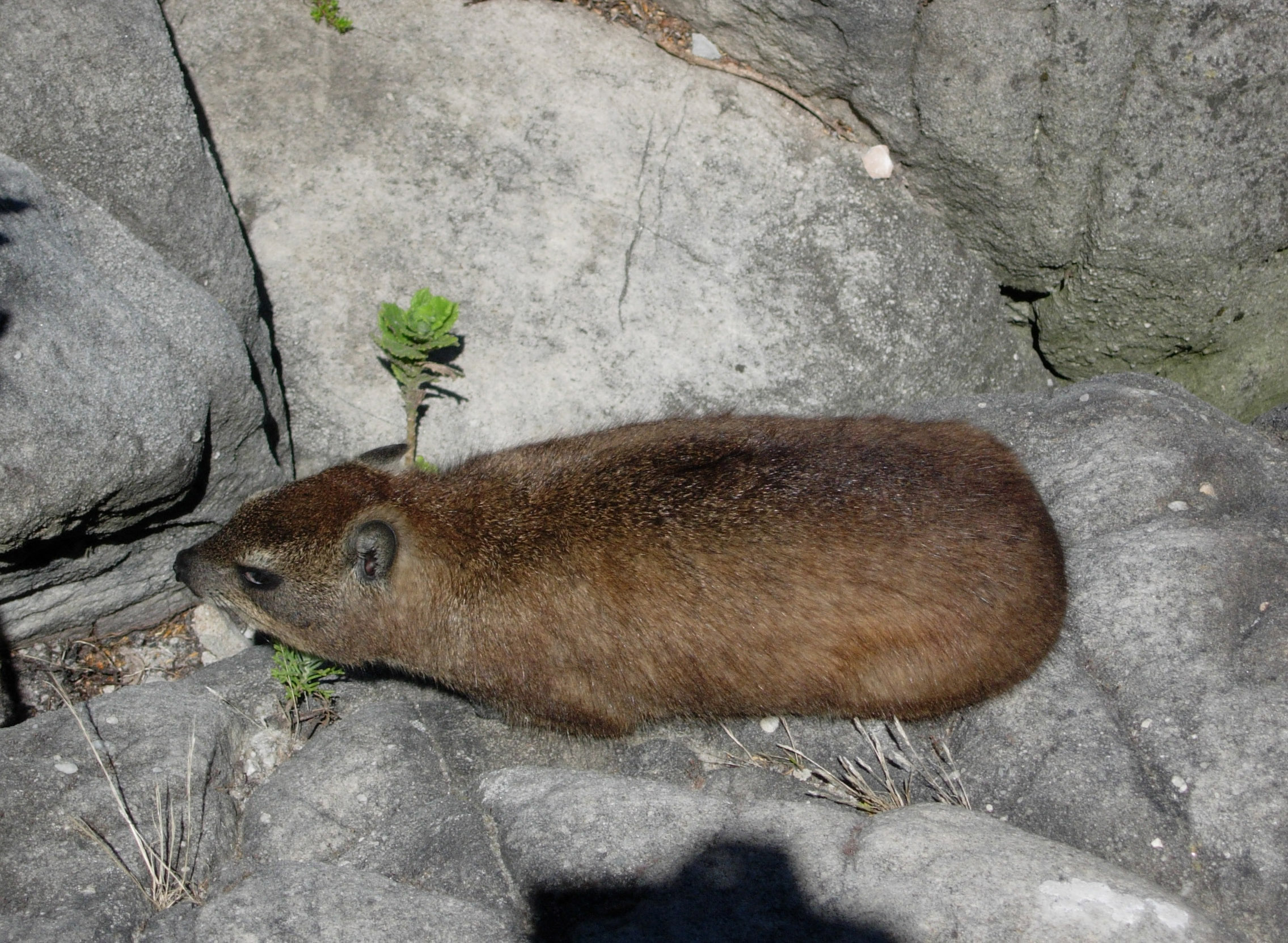
Даман на Столовій горі, Кейптаун
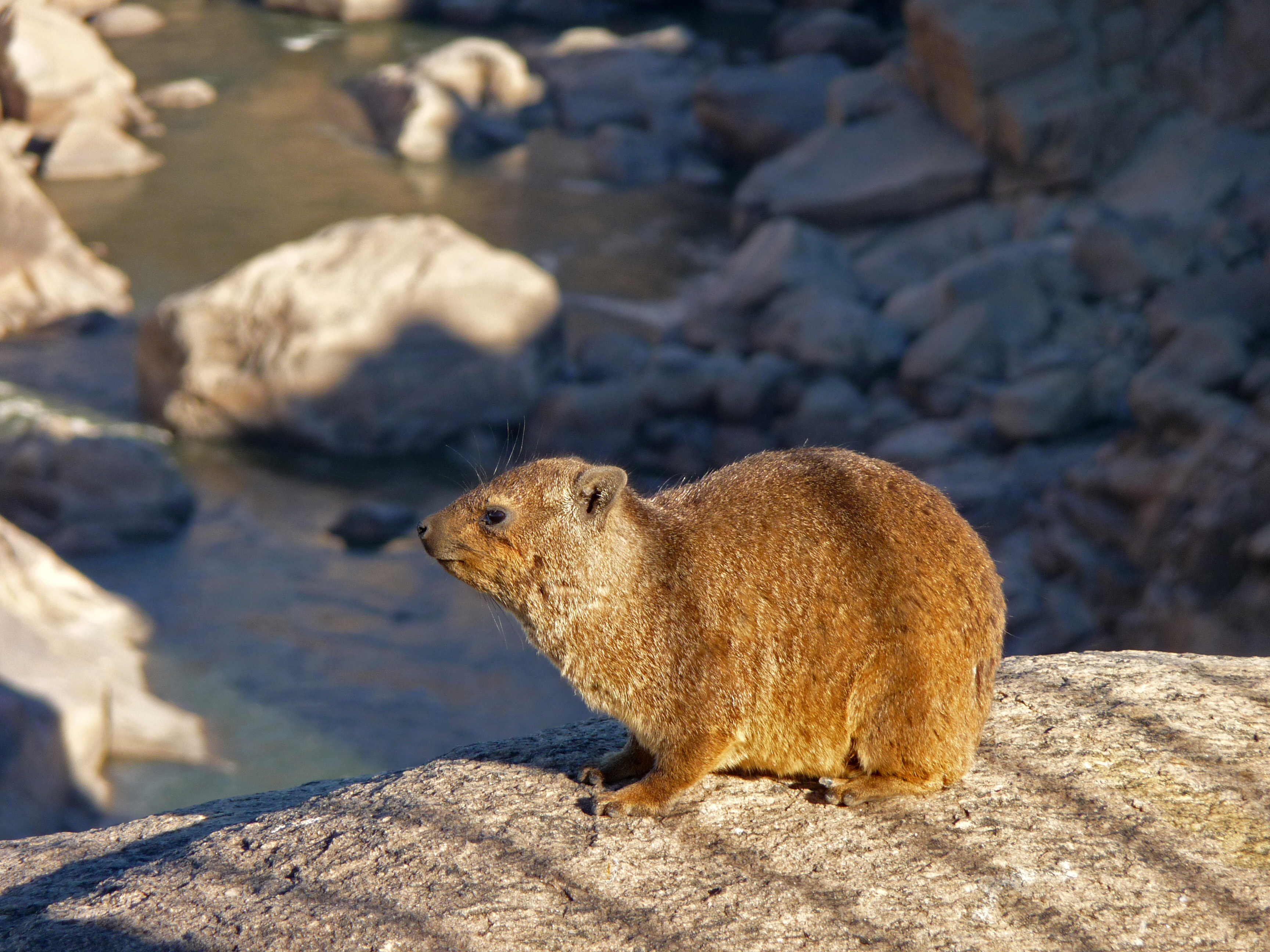
Даман на горі, Національний Парк, Південна Африка
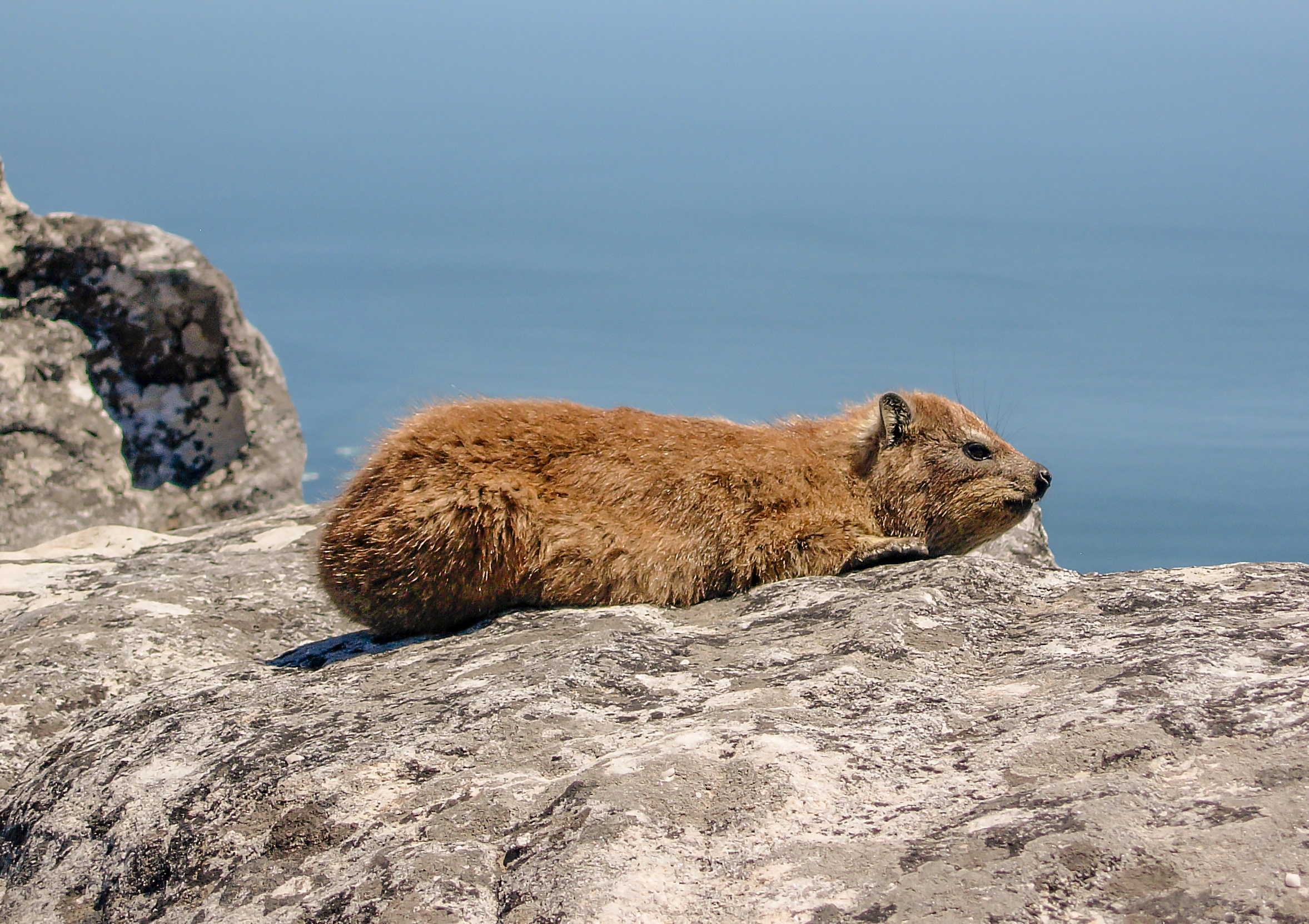
Даман гріється на сонечку
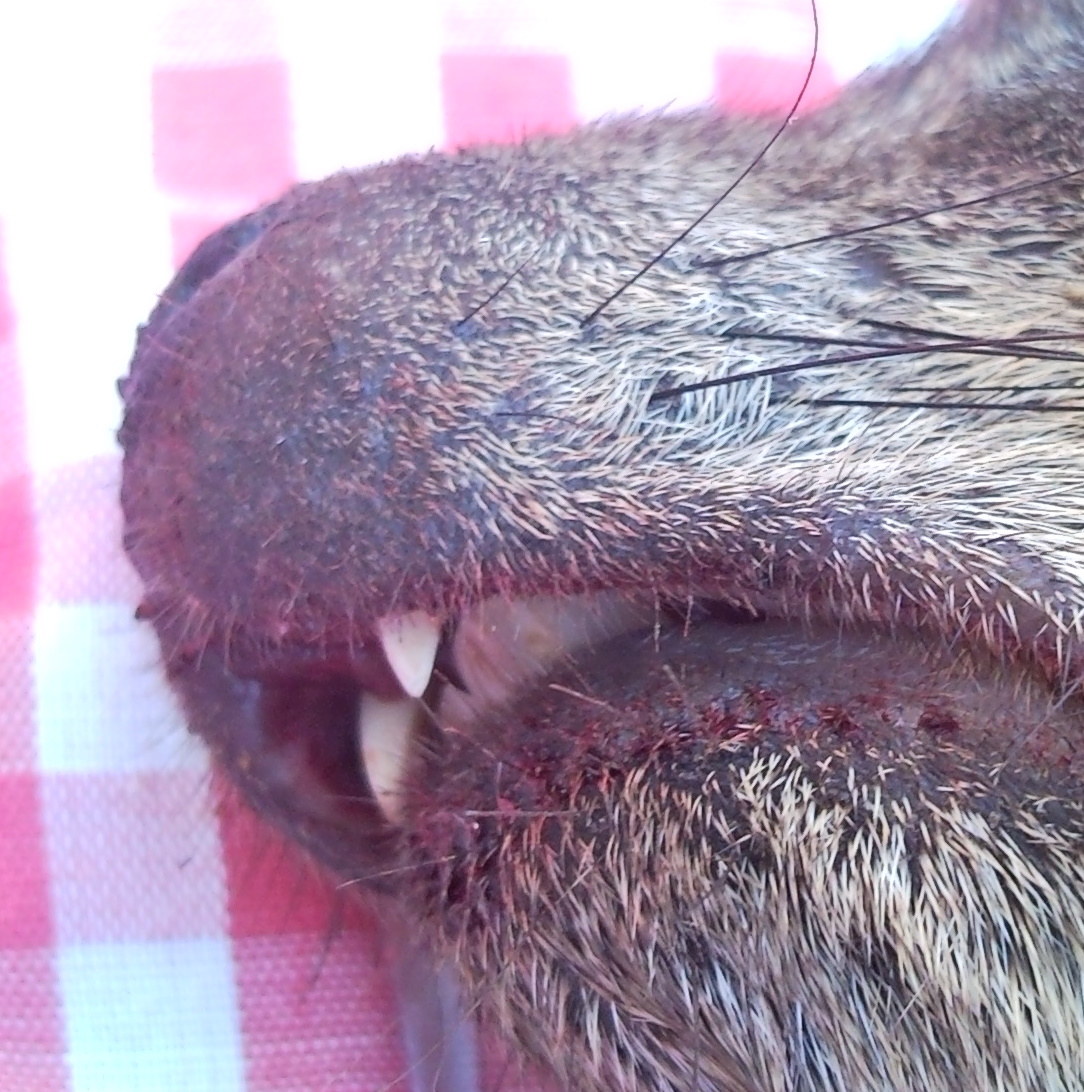
Даман гріється на сонечку
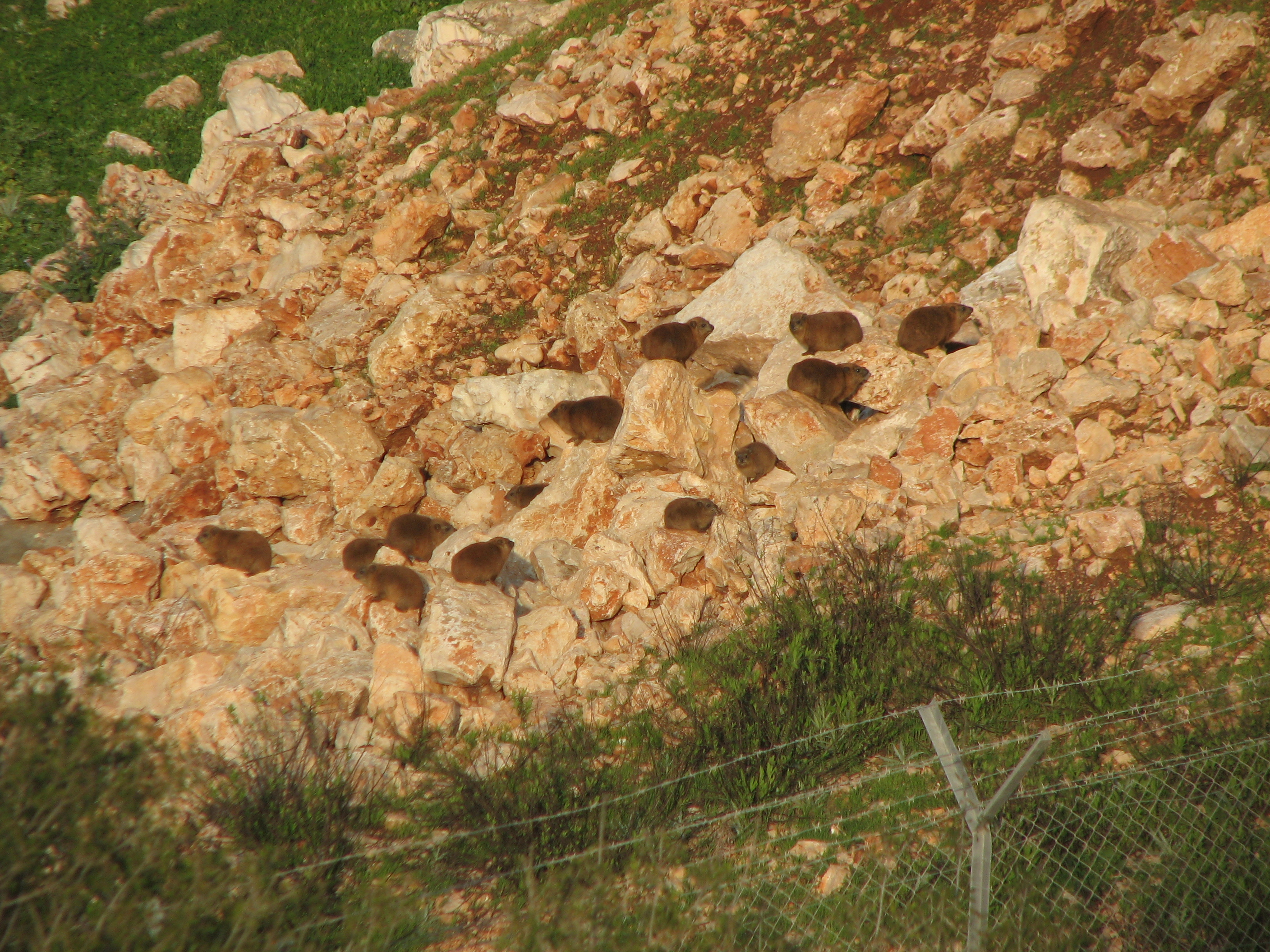
Колонія даманів в північному Ізраїлі
череп. Знайдено в Намібії в жовтні 2012 року.